# 额喀语
额喀语(自称：o21 kha24；外名：勐话)是云南一种彝语群语言。临沧市双江拉祜族佤族布朗族傣族自治县有约3千使用者。额喀语使用者认为他们在约300年前从巍山彝族回族自治县迁来。